# Edeba
Edeba (llatí: Edeba, grec antic: Ἄδεβα) fou una població iberoromana de la Ilercavònia de localització exacta desconeguda.
És coneguda gràcies a Claudi Ptolemeu, qui la situa entre les poblacions dels ilergàons i l'anomena Ἄδεβα (Ádeba), i per tres inscripcions que l'anomenen Edeba (segurament el nom correcte): una trobada a Dertosa, una altra trobada a Puertomingalvo (Terol), i una darrera trobada a Torrenueva (Ciudad Real).
1. La primera data del segle i i fou trobada el 1984 a Tortosa. Es tracta de l'epitafi d'un personatge de nom Gai Porci Serà, i diu així: C. Porcius Seranus Edebensis ('Gai Porci Serà, d'Edeba').[3]
2. La segona també data del segle i i fou trobada el 1970 en unes prospeccions a Puertomingalvo. Es tracta de l'estela funerària d'un personatge de nom Sulpícia, i diu així: Sulpicia, Sexti filia, domo Edeba, hic sita est annorum XXIII ('aquí descansa Sulpícia, filla de Sext, amb casa a Edeba, [morta a] vint-i-tres anys').[4]
3. La tercera data del segle ii i fou trobada el 1903 a Torrenueva. Es tracta d'un pes de bronze amb la inscripció Imperatoris Caesaris Traiani Hadriani Augusti res publica Edebensium pondo X ('de l'emperador Cèsar Trajà Hadrià August. La república dels edebesos. Deu lliures.').[5] Es tracta de la més controvertida de totes perquè, a diferència de les anteriors i la notícia de Ptolemeu, aquesta assenyala una localització molt més llunyana. Per resoldre aquest problema, hom ha proposat que el lloc de la troballa d'aquest pes no fos a Torrenueva.[2]

Pel que fa a la localització, la referència de Ptolemeu i les dues primeres troballes indiquen que la població estaria situada entre les províncies de Castelló, Tarragona i Terol. Una proposta és el jaciment del Morrón del Cid, situat al cim d'un tossal al peu del qual es troben la vila de l'Anglesola (Aragó) i la Pobla del Bellestar (València). Es tracta d'un oppidum ibèric del segle v aC que allarga la seva ocupació després de la conquesta romana i fins al segle iv dC. No obstant això, les proves no són concloents i la localització d'Edeba roman desconeguda.